# 1282 Utopia
1282 Utopia è un asteroide della fascia principale del diametro medio di circa 53,07 km. Scoperto nel 1933, presenta un'orbita caratterizzata da un semiasse maggiore pari a 3,1154433 UA e da un'eccentricità di 0,1257266, inclinata di 18,06224° rispetto all'eclittica.
Il suo nome è dedicato alla terra immaginaria descritta da Tommaso Moro nella sua omonima opera letteraria.